# Agnar Helgason
Agnar Helgason (Reykjavik, 31 juli 1968) is een IJslandse antropoloog die op het gebied van de genetische herkomst werkzaam is. Hij staat het meest bekend om zijn onderzoek naar de oorsprong van de bevolking van IJsland. Ook houdt hij zich op hetzelfde terrein bezig met de Inuit.
Agnar studeerde sociale antropologie aan de Universiteit van IJsland. Hij promoveerde in de biologische antropologie, zowel in 1996 aan de Universiteit van Cambridge als in 2001 aan de Universiteit van Oxford.
Hij is als hoogleraar verbonden aan de antropologische faculteit van de Universiteit van IJsland. Ook werkt hij bij deCODE Genetics, waar hij op het vlak van de biologische antropologie onderzoek verricht. 

## Familie
Zijn vader is Helgi Valdimarsson (1936), een professor in de immunologie aan de Universiteit van IJsland. Zijn broer Ásgeir Helgason (1957) is als psycholoog werkzaam aan het Karolinska Instituut in Zweden en aan de Universiteit van Reykjavik. Verder is hij een zwager van de Britse schrijver Tim Moore.